# Жуань

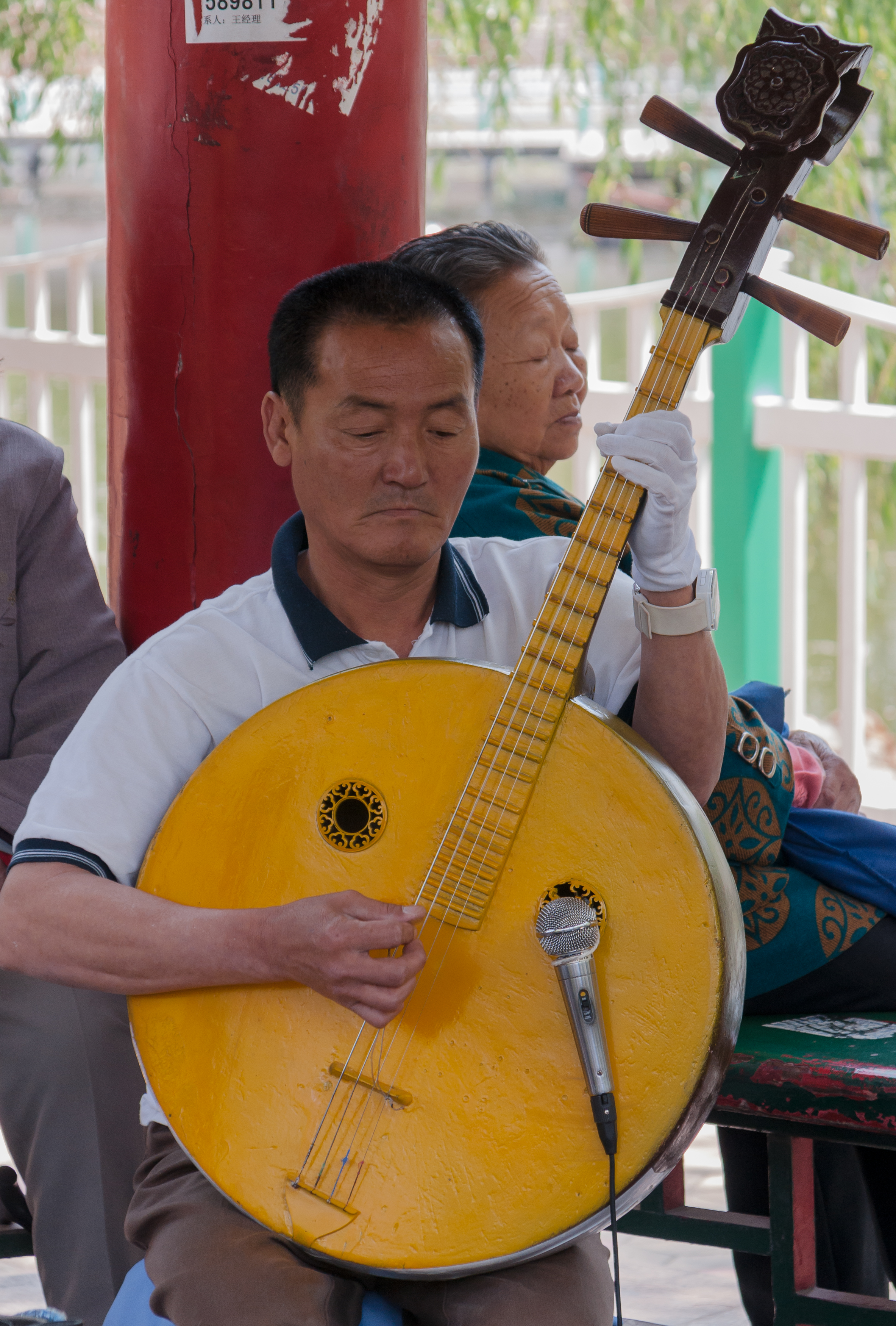
Чоловік грає на жуана

Жуань (кит. 阮, піньїнь: ruǎn) — традиційний китайський струнний щипковий музичний інструмент, що використовується в оркестрах народної музики і китайського театру; походить від піпи.

## Опис
Корпус жуаня має круглу форму, передня і задня стінки опуклі. До довгого грифа кріпляться чотири кілочки, на шийці і верхньої частини деки розміщується 24 хроматичних лади. Раніше струни виготовлялися з шовку, у XX столітті почали ставити сталеві струни.
Сучасний жуань буває трьох розмірів: великий дажуань (кит.: 大阮大阮), середній чжунжуань (кит.: 中阮中阮) і маленький сяожуань (кит.: 小阮小阮). На практиці частіше використовуються більший і середній. Різновидом жуаня є юецинь.
Під час гри жуань тримається вертикально на лівому стегні, струнами вперед; струни щипають нігтями або медіатором з панцира черепахи.

## Розміри

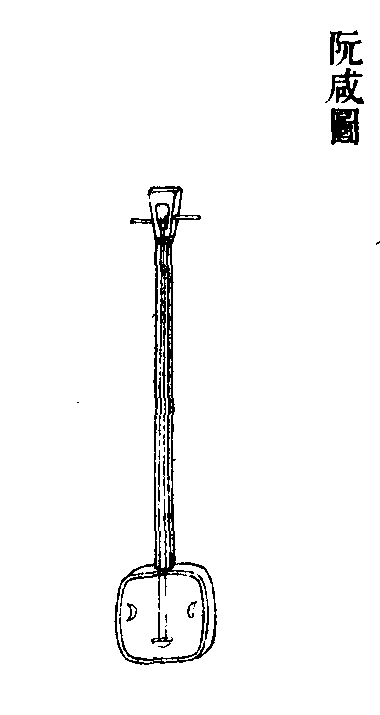
Зображення жуаня. Манускрипт династії Цінь

За розміром звуку жуань поділяється на 5 видів:
- сопрано: гаоцзиньжуань (кит.: 高音 阮, високий жуань; налаштування: G3-D4-G4-D5)
- альт: сяожуань (кит.: 小 阮, малий жуань; налаштування: D3-A3-D4-A4)
- тенор: чжонжуань (кит.: 中 阮, середній жуань; налаштування: G2-D3-G3-D4)
- бас: дажуань (кит.: 大 阮, великий жуань, налаштування: D2-A2-D3-A3)
- бас-профундо: діцзиньжуань (кит.: 低音阮, низький жуань; налаштування: G1-D2-G2-D3)

## Історія
Піпу з круглим резонаторним ящиком, 4 струнами і 12 ладами, яка з'явилася за часи династії Хань, пізніше почали називати піпою династії Хань (або піпою династії Цинь). Завдяки тому, що на ній чудово грав знаменитий музикант Жуань Сянь, один із Семи мудреців бамбукового гаю, цю піпу стали також називати на його честь жуань або жуаньсянь (кит.: 阮咸阮咸).
Найдавніше зображення гри на піпі з обрисами, що відповідають сучасному жуаню, було знайдено на невеликому керамічному посуді, що датується 260 роком.
Круглі лютні В'єтнаму і Камбоджі походять від жуаня.